# Elecciones municipales de San Carlos de 2023
Las elecciones en el departamento de San Carlos de 2023 tuvieron lugar el 3 de septiembre de dicho año, desdoblándose de las elecciones provinciales. En dicha elección se eligieron intendente municipal y la mitad de los concejales.
Las candidaturas oficiales se definieron en las elecciones primarias, abiertas, simultáneas y obligatorias (PASO) que tuvieron lugar el 30 de abril.

## Candidaturas

### Declaradas
- Edgardo Abrahan (Nuevos Rumbos), concejal.[1]
- Leonor Bianchetti (Partido Verde).[1]
- Alejandro Morillas (Unión Popular Federal), médico pediatra.[2]
- Silvio Pannocchia (Unión Cívica Radical).[3]
- Marcelo Romano (Partido Verde), exsenador provincial.[1]
- Juan Torres (Partido Justicialista).[1]

### Descartadas
- Lorena Martín (Movimiento Evita).[1]
- Rolando Scanio (Unión Popular Federal), intendente en funciones.[2]

## Resultados

### Elecciones primarias
Las elecciones primarias, abiertas, simultáneas y obligatorias (PASO) tuvieron lugar el 30 de abril de 2023. Se presentaron siete precandidatos a la intendencia por cuatro espacios políticos distintos. Para pasar a la elección general, es requisito sacar más del 3% de los votos, además de ganar la interna del partido al que se representa.
|  | 36,74 % |

|  | 68,22 % |

|  | 32,19 % |

|  | 31,78 % |

|  | 82,64 % |

|  | 23,51 % |

|  | 17,36 % |

|  | 7,55 % |

|  | 91,83 % |

|  | 2,24 % |

|  | 5,04 % |

|  | 0,88 % |

|  | 72,38 % |

|  | 100 % |

|  | 100 % |

### Elecciones generales

#### Intendente
|  | 32,00 % |

|  | 29,74 % |

|  | 28,62 % |

|  | 4,80 % |

|  | 95,15 % |

|  | 1,50 % |

|  | 3,04 % |

|  | 75,04 % |

|  | 100 % |